# Boissy-l'Aillerie
Boissy-l'Aillerie är en kommun i departementet Val-d'Oise i regionen Île-de-France i norra Frankrike. Kommunen ligger i kantonen Cergy-Nord som tillhör arrondissementet Pontoise. År 2022 hade Boissy-l'Aillerie 2 114 invånare.

## Befolkningsutveckling
Antalet invånare i kommunen Boissy-l'Aillerie
| Referens: INSEE |